# Aguanqueterique
Aguanqueterique es un municipio del departamento de La Paz en la República de Honduras.

## Toponimia
Aguanqueterique: significa "Cerro de los Aguacates".

## Límites
| Orientación | Límite                                      |
| ----------- | ------------------------------------------- |
| Norte       | Municipio de Lamaní, Comayagua              |
| Sur         | Municipio de San Antonio del Norte, La Paz  |
| Sur         | Municipio de Lauterique, La Paz             |
| Este        | Municipio de Curarén, Francisco Morazán     |
| Este        | Municipio de Lepaterique, Francisco Morazán |
| Oeste       | Municipio de Guajiquiro, La Paz             |
| Oeste       | Municipio de San Juan, La Paz               |
| Oeste       | Municipio de San Antonio del Norte. La Paz  |

## Historia
En 1500, se cree que fue su fundación.
En 1684, ya figuraba en la nómina de los pueblos de la Provincia de Comayagua.
En 1791 obtuvo su primer título con el nombre de San Pedro de Aguanqueterique.
Entre sus curas párrocos en los últimos años de la dominación española estuvo el sacerdote costarricense don José Joaquín de Alvarado y Alvarado, firmante del Acta de Independencia de Costa Rica.
En 1825, en la División de 1825, formaba parte del Partido de Goascorán, que pertenecía a Comayagua.
En 1889, en la División Política Territorial de 1889 era un municipio del Distrito de San Antonio.

## División Política
Aldeas: 2 (2013)
Caseríos: 69 (2013)
| Código | Aldea           |
| ------ | --------------- |
| 120201 | Aguanqueterique |
| 120202 | Barrancaray     |